# Singularidades de uma Rapariga Loura (filme)
Singularidades de Uma Rapariga Loura (2009) é um filme português, realizado por Manoel de Oliveira.

## Sinopse
Numa viagem de comboio para o Algarve, Macário conta as atribulações da sua vida amorosa a uma desconhecida senhora: Mal entra para o seu primeiro emprego, um lugar de contabilista no armazém em Lisboa do seu tio Francisco, apaixona-se perdidamente pela rapariga loira que vive na casa do outro lado da rua, Luísa Vilaça. Conhece-a e quer de imediato casar com ela. O tio discorda, despede-o e expulsa-o de casa. Macário consegue enriquecer em Cabo Verde e quando já tem a aprovação do tio para finalmente casar com a sua amada, descobre então a "singularidade" do carácter da noiva.
O filme é inspirado no conto homônimo publicado em 1902 no livro Contos de Eça de Queirós.

## Prémios
Globos de Ouro (Portugal)
| Ano  | Categoria    | Vencedora            |
| ---- | ------------ | -------------------- |
| 2011 | Melhor Atriz | Catarina Wallenstein |